# Barnea & Co.
Barnea & Co.はイスラエルに拠点を置く商取引を扱う法律事務所。Michael Barnea、Simon Jaffa、Zohar Landeがシニアパートナーとして在籍。

## 概要
民間または国営のイスラエル国内企業、グローバル企業および多国籍企業への法律サービスの提供。会社法、インフラおよびプロジェクト・ファイナンス、訴訟、M&A、税務、破産処理、インターネット、雇用、不動産取引、資本・証券取引、テクノロジー、資産計画、個人の資産運用などを取り扱う。

## 主要案件
Barnea & Co.の主要な担当案件。
- イスラエル人実業家でEurocomグループのオーナー、Shaul ElovitchによるPilat Mediaの売却（1億ドル相当）[3]
- Matomy Media社のロンドン証券取引所への上場[4]
- キャドバリー問題でCarmit Candy Industriesの代理人としてStrauss Eliteを提訴[5]
- HFH International BVによる公開企業Avgolの経営権取得（1億700万ドル相当）[6]
- 上海証券取引所の上場企業、三安光電（San’an Optoelectronics Ltd.）傘下Photovoltaic Technology Co. Ltd.によるZenith Solar Ltd. の全資産取得に関する取引の主導[7]
- AHAVA Dead Sea Laboratories Ltd売却においてAHAVAの主要株主の代理人として復星国際との取引を主導（7,700万ドル相当）[8]
- Azrieli GroupによるBuy 2 Network（時価総額2,000万ドル相当のイスラエル証券取引所上場企業）の買収[9]

## インフラおよびエネルギー関連
- エルサレムおよびテルアビブのライトレール敷設
- イスラエル鉄道の電気化事業
- 死海、ツァフィットでの発電所およびギルボアの揚水発電所の建設
- イスラエルの天然ガスパイプラインの建設
- ネゲヴ砂漠でのイスラエル国防軍（IDF）の訓練拠点の設計、建設、資金調達、運営
- イスラエル警察トレーニング施設の建設など

## 国内および国際的評価
- Legal 500 - 銀行、法人/M&A、雇用、インフラ・エネルギー、ハイテク部門でランクイン[10]
- Chambers and Partners - 法人/M&A、ハイテク、雇用、プロジェクト、エネルギーの各分野 / Michael Barnea、Simon Jaffa、Marie Tsion、Zohar Lande、Dr. Dotan Baruchが弁護士として各分野でランクイン[11]
- IFLR1000 - M&A、プロジェクト・ファイナンス部門でランクイン[12]
- イスラエル国内指標であるDun's 100およびBDI Cofaceでランクイン[13]